# Лимета
Лимета, Citrus χ aurantifoliaу продавницама често и лајм (енгл. lime), назив је за неколико хибрида цитруса (род Citrus) којима су зрели плодови зелене боје, као и за несродне биљке сличних плодова (Melicoccus bijugatus и Adelia ricinella). Плод лимете, хесперидијум, је мањи од плода лимуна, а подједнако је богат витамином Ц. Често се користи као додатак јелу или пићу (нпр. лајмада и мохито).
Постоји неколико врста дрвећа цитруса чији се плодови називају лиметима, укључујући ки лимету (Citrus aurantiifolia), персијску лимету, макрут лимету и пустињску лимету. Лимете су богат извор витамина Ц, киселе су и често се користе за наглашавање укуса хране и пића. Узгајају се током целе године. Биљке са воћем које се називају „лимете” имају различито генетско порекло; лимете не чине монофилетску групу.

## Етимологија
Назив потиче од арапског и француског lim(ette) и енглеског lime (лајм). Воће је првобитно култивисано у Ираку и Персији, а произвођено за тржиште у Вавилону.

## Врсте лимете
Сем као свеобухватни назив за неколико врста цитруса, појам обухвата и:
- мамончило, нецитрусно зелено воће у облику крушке
- персијска лимета, (Citrus × latifolia), најраспрострањенија врста при чему је Мексико највећи произвођач[7]; једина без семења
- обична лимета, горка нехибридна врста позната по пити
- каламондин, наранџасти филипински цитрус; тамнозелен незрео
- слатка лимета, слатка нехибридна врста зеленожуте унутрашњости
- лајмкват, горки хибрид персијске лимете и кумквата
- црвена лимета, црвени хибрид палачне лимете и хибрида мандарине и поморанџе
- комбава, хибрид цитрона и дивље ражи смежуравог изгледа
- аустралијска лимета, нехибридне врсте из Аустралије
  - палачна лимета, издужени цитрус (у облику рога/палца)
  - лоптаста лимета, цитрус пречника 12 центиметара (остале лимете су обично до пет)
  - пустињска лимета, веома прилагодљиви дивљи цитрус
- ки лимета ([8][9][10]) је такође један од три најшире произвођених варијетета лимете на свету.[7]
- филипинска лимета (Citrus × microcarpa), хибрид кумкват × мандарина[11]
- рангпурска лимета (мандаринска лимета, лемендарин,[12] Citrus limonia), мандаринска поморанџа × цитрон хибрид

## Историја
| Земља     | Продукција (милиони тона) |
| --------- | ------------------------- |
| Индија    | 3,1                       |
| Мексико   | 2,5                       |
| Кина      | 2,5                       |
| Аргентина | 2,0                       |
| Бразил    | 1,5                       |
| Турска    | 1,1                       |
| Свет      | 19,4                      |

Већина врста и хибрида биљака цитруса званих „лајмови” имају различито порекло у тропској Југоисточној Азији и Јужној Азији. Оне су проширене широм света путем миграције и трговине. Конкретно, макрут лимета је била један од најранијих агрума које су људи унели у друге делове света. Они су се проширили у Микронезију и Полинезију путем аустронезијске експанзије (око 3000–1500. п. н. е.). Они су се такође касније проширили на Блиски исток и Медитерански регион преко трговине зачинима и путева за трговину тамјаном још око 1200. године п. н. е.
Да би спречили скорбут током 19. века, британским морнарима је издавана дневна доза цитруса, као што је лимун, а касније су прешли на лимету. Употреба цитруса је у почетку била строго чувана војна тајна, пошто је скорбут био уобичајена пошаст разних националних морнарица, а способност да се дуго остане на мору без добијања поремећаја била је од огромне користи за војску. Британски морнари су тако стекли надимак „Лајми” због употребе лимете.

## Продукција
У 2018. године светска производња лимете (у комбинацији са лимуном за извештавање) износила је 19,4 милиона тона. Највећи произвођачи – Индија, Мексико, Кина, Аргентина, Бразил и Турска – заједно су чинили 65% глобалне производње (табела).

## Исхрана и фитокемикалије
Сирови лимун се састоји од 88% воде, 10% угљених хидрата и мање од 1% масти и протеина (табела). Само садржај витамина Ц од 35% дневне вредности (ДВ) по порцији од 100  је значајан за исхрану, док су остали хранљиви састојци присутни у малим количинама ДВ (табела). Сок од лимете садржи нешто мање лимунске киселине од лимуновог сока (око 47 ), скоро двоструко више лимунске киселине од сока грејпфрута и око пет пута више од количине лимунске киселине која се налази у соку од поморанџе.
Пулпа и кора лимете садрже различите фитокемикалије, укључујући полифеноле и терпене, од којих су многи под базним истраживањима због њихових потенцијалних својстава код људи.

## Токсичност
Контакт са кором лимете или соком од лимете праћен излагањем ултраљубичастом светлу може довести до фитофотодерматитиса, који се понекад назива фотодерматитис маргарите или болест лимете (ово не треба мешати са лајмском болешћу). Бармени који рукују лиметом и другим цитрусним воћем док припремају коктеле могу развити фитофотодерматитис.
Класа органских хемијских једињења званих фуранокумарини наводно изазивају фитофотодерматитис код људи. Лимете садрже бројна једињења фуранокумарина, укључујући лиметин (који се такође назива цитроптен), бергаптен, изопимпинелин, ксантотоксин (такође назван метоксален) и псорален. Сматра се да је бергаптен примарно једињење фуранокумарина одговорно за фитофотодерматитис изазван лиметом.